# Бірґер Вар
Бірґер Вар (норв. Birger Var, 30 червня 1893 — 22 березня 1970) — норвезький академічний веслувальник.
Бронзовий призер Олімпійських Ігор 1920 року в складі розпашної четвірки зі стерновим.